# Germán Chiaraviglio
Germán Pablo Chiaraviglio Ermácora (* 16. April 1987 in Santa Fe) ist ein argentinischer Leichtathlet, der sich auf den Stabhochsprung spezialisiert hat. Er ist aktuell Inhaber des Landesrekordes und zählt mit zwei Siegen bei den Südamerikaspielen sowie fünf Südamerikameistertiteln zu den erfolgreichsten Leichtathleten seines Landes.

## Sportliche Laufbahn
Erste internationale Erfahrungen sammelte Germán Chiaraviglio im Jahr 2002, als er bei den Jugendsüdamerikameisterschaften in Asunción mit übersprungenen 4,75 m die Goldmedaille gewann. Im Jahr darauf siegte er dann bei den Juniorensüdamerikameisterschaften in Guayaquil mit 5,16 m und anschließend auch bei den Jugendweltmeisterschaften in Sherbrooke mit einer Höhe von 5,15 m. Auch bei den Panamerikanischen Juniorenmeisterschaften in Bridgetown siegte er mit 5,15 m. 2004 gewann er bei den Juniorenweltmeisterschaften in Grosseto mit 5,45 m die Silbermedaille und gewann anschließend bei den Ibero-Amerikanischen Meisterschaften in Huelva mit 5,30 m die Bronzemedaille hinter dem Brasilianer Fábio da Silva und Giovanni Lanaro aus Mexiko. Daraufhin verteidigte er bei den Jugendsüdamerikameisterschaften in Guayaquil mit 5,20 m seinen Titel und erreichte mit der argentinischen 4-mal-100-Meter-Staffel in 43,22 s den vierten Platz. 2005 nahm er erstmals an den Südamerikameisterschaften in Cali teil und gewann dort mit einer Höhe von 5,10 m auf Anhieb die Bronzemedaille hinter dem Brasilianer da Silva und seinem Landsmann Javier Benítez. Anschließend siegte er bei den Panamerikanischen Juniorenmeisterschaften in Windsor mit übersprungenen 5,40 m.
2006 siegte er bei den Ibero-Amerikanischen Meisterschaften in Ponce mit neuem Meisterschaftsrekord von 5,70 m und gewann anschließend auch bei den Juniorenweltmeisterschaften in Peking mit neuem Meisterschaftsrekord von 5,71 m. Daraufhin wurde er bei IAAF World Cup in Athen mit 5,70 m Dritter hinter dem Australier Steve Hooker und Daichi Sawano aus Japan. Bei den Südamerikameisterschaften in Tunja siegte er mit 5,40 m und anschließend gewann er auch bei den U23-Südamerikameisterschaften, die im Zuge der Südamerikaspiele in Buenos Aires ausgetragen wurden, mit 5,65 m die Goldmedaille. Im Jahr darauf gewann er bei den Südamerikameisterschaften in São Paulo mit 5,40 m die Silbermedaille hinter dem Brasilianer Fábio da Silva. Anschließend gewann er bei den Panamerikanischen Spielen in Rio de Janeiro mit 5,20 m die Bronzemedaille hinter da Silva und dem Mexikaner Giovanni Lanaro. Damit qualifizierte er sich erstmals für die Weltmeisterschaften in Osaka, bei denen er mit 5,55 m aber den Finaleinzug verpasste. 2008 schaffte er die Qualifikation für die Olympischen Spiele in Peking, schied dort aber ohne eine überquerte Höhe in der Vorrunde aus. Anschließend siegte er bei den U23-Südamerikameisterschaften in Lima mit einer Höhe von 5,10 m.
2011 gewann er bei den Südamerikameisterschaften in Buenos Aires mit übersprungenen 5,30 m die Silbermedaille hinter dem Brasilianer da Silva und wurde anschließend bei den Panamerikanischen Spielen in Guadalajara mit 5,50 m Vierter. Im Jahr darauf siegte er bei den Ibero-Amerikanischen Meisterschaften in Barquisimeto mit 5,40 m und 2013 gewann er bei den Südamerikameisterschaften in Cartagena mit 5,40 m die Silbermedaille hinter dem Brasilianer Thiago Braz. 2014 nahm er erneut an den Südamerikaspielen in Santiago de Chile teil und gewann dort mit einem Sprung über 5,35 m die Silbermedaille hinter dem Brasilianer Augusto Dutra. Anschließend siegte er bei den Ibero-Amerikanischen Meisterschaften in São Paulo mit 5,20 m sowie beim Panamerikanischen Sportfestival in Mexiko-Stadt, bei dem er ebenfalls 5,20 m überquerte. 2015 siegte er dann bei den Südamerikameisterschaften in Lima mit 5,70 m und gewann damit seinen zweiten Titel nach 2006. Anschließend gewann er bei den Panamerikanischen Spielen in Toronto mit neuem Landesrekord von 5,75 m die Silbermedaille hinter dem Kanadier Shawnacy Barber. Zudem schaffte er erneut die Qualifikation für die Weltmeisterschaften in Peking, bei denen er mit 5,65 m im Finale den neunten Platz belegte. Im Jahr darauf siegte er bei den Ibero-Amerikanischen Meisterschaften in Rio de Janeiro mit übersprungenen 5,60 m und nahm anschließend erneut an den Olympischen Spielen ebendort teil und erreichte dort mit 5,50 m im Finale Rang elf.
2017 verteidigte er bei den Südamerikameisterschaften in Luque mit 5,60 m seinen Titel von 2015 und schied anschließend bei den Weltmeisterschaften in London mit 5,45 m in der Qualifikation aus. Im Jahr darauf gewann er bei den Südamerikaspielen in Cochabamba mit einer Höhe von 5,40 m die Silbermedaille, erneut hinter dem Brasilianer Augusto Dutra. Anschließend gewann er dann bei den Ibero-Amerikanischen Meisterschaften in Trujillo mit 5,20 m ebenfalls die Silbermedaille hinter Dutra. 2019 gewann Chiaraviglio bei den Südamerikameisterschaften in Lima mit 5,21 m die Bronzemedaille hinter den Brasilianern Augusto Dutra und Thiago Braz und wurde anschließend bei den Panamerikanischen Spielen ebendort mit 5,51 m Fünfter. 2020 siegte er dann bei den erstmals ausgetragenen Hallensüdamerikameisterschaften in Cochabamba mit einer Höhe von 5,50 m. Im Dezember siegte er mit 5,55 m beim Grande Prêmio Brasil Caixa und 2021 feierte er bei den Südamerikameisterschaften in Guayaquil mit 5,55 m seinen vierten Titelerfolg. Im Jahr darauf brachte er bei den Hallensüdamerikameisterschaften in Cochabamba keine gültige Höhe zustande. Im Mai gewann er bei den Ibero-Amerikanischen Meisterschaften in La Nucia mit 5,30 m die Bronzemedaille hinter dem Spanier Didac Salas und Rubem Miranda aus Portugal und im Juli schied er bei den Weltmeisterschaften in Eugene mit 5,30 m in der Qualifikationsrunde aus. Im Oktober siegte er dann mit einer Höhe von 5,45 m bei den Südamerikaspielen in Asunción.
2023 siegte er mit übersprungenen 5,55 m bei den Südamerikameisterschaften in São Paulo und verpasste anschließend bei den Weltmeisterschaften in Budapest mit 5,35 m den Finaleinzug. Im November gewann er dann bei den Panamerikanischen Spielen in Santiago de Chile mit 5,50 m die Silbermedaille hinter dem US-Amerikaner Matt Ludwig.
In den Jahren 2004, 2006, 2007, 2009, von 2011 bis 2013, 2016 und von 2018 bis 2023 wurde Chiaraviglio argentinischer Meister im Stabhochsprung.

## Persönliche Bestleistungen
- Stabhochsprung: 5,75 m, 21. Juli 2015 in Toronto (argentinischer Rekord)
  - Stabhochsprung (Halle): 5,60 m, 10. Februar 2007 in Donezk (argentinischer Rekord)

## Persönliches
Germán Chiaraviglio stammt aus einer Familie mit großer Stabhochsprung Begeisterung. Auch seine beiden Geschwister Guillermo und Valeria sind als Stabhochspringer aktiv und werden von ihrem Vater Guillermo gecoacht. Wegen seiner zahlreichen Erfolge wurde Germán im Jahr 2006 mit dem Premios Olimpia als Sportler des Jahres ausgezeichnet.